# STS-121
STS-121 – sto piętnasta misja amerykańskiego programu lotów wahadłowców i trzydziesta druga wahadłowca Discovery. Była traktowana jako misja testowa, druga z kolei misja programu Powrót do lotów (ang. Return to flight). Program ten wprowadzono po katastrofie promu Columbia w 2003 roku, w celu wprowadzenia nowych procedur poprawy bezpieczeństwa wahadłowca i załogi.

## Załoga
źródło
- Steven Lindsey (4)*, dowódca
- Mark E. Kelly (2), pilot
- Michael Fossum (1), specjalista misji
- Piers Sellers (2), specjalista misji
- Lisa Nowak (1), specjalista misji
- Stephanie Wilson (1), specjalista misji
- Thomas Reiter (2), członek Ekspedycji 13. na ISS – Niemcy, ESA

*(liczba w nawiasie oznacza liczbę lotów odbytych przez każdego z astronautów)
Thomas Reiter był pierwszym członkiem stałej załogi ISS spoza Rosji lub Stanów Zjednoczonych. 15 lipca 2004 z załogi został z przyczyn medycznych usunięty Carlos Noriega. Zastąpił go Piers Sellers.

## Charakterystyka misji
Głównym celem misji była poprawa bezpieczeństwa podczas przyszłych misji. Ponadto Discovery dostarczył zaopatrzenie na Międzynarodową Stację Kosmiczną w specjalnym module MPLM Leonardo, który został przyłączony do stacji na czas misji STS-121. Na pokładzie był również trzeci członek stałej załogi stacji. Dwóch pozostałych członków, Pawieł Winogradow i Jeffrey Williams, dotarło na stację 1 kwietnia na pokładzie statku Sojuz TMA-8. Dotarcie Thomasa Reitera ponownie zwiększyło stałą załogę stacji do trzech osób. Winogradow i Williams wrócili na Ziemię tym samym Sojuzem, którym przylecieli. Reiter powrócił podczas misji wahadłowca STS-116. Od czasu Ekspedycji 7. załogę stanowiło tylko dwóch astronautów, co było spowodowane wstrzymaniem programu wahadłowców, które regularnie dostarczały zaopatrzenie na stację.
Astronauci Fossum i Sellers przeprowadzili trzy 6,5 godzinne spacery kosmiczne (EVA), podczas których przetestowali m.in. nowe techniki naprawy płytek termicznych oraz nowe przedłużenie ramienia wahadłowca RMS. Naprawili także kursujący po kratownicy stacji Mobile Transporter.

## Przebieg misji

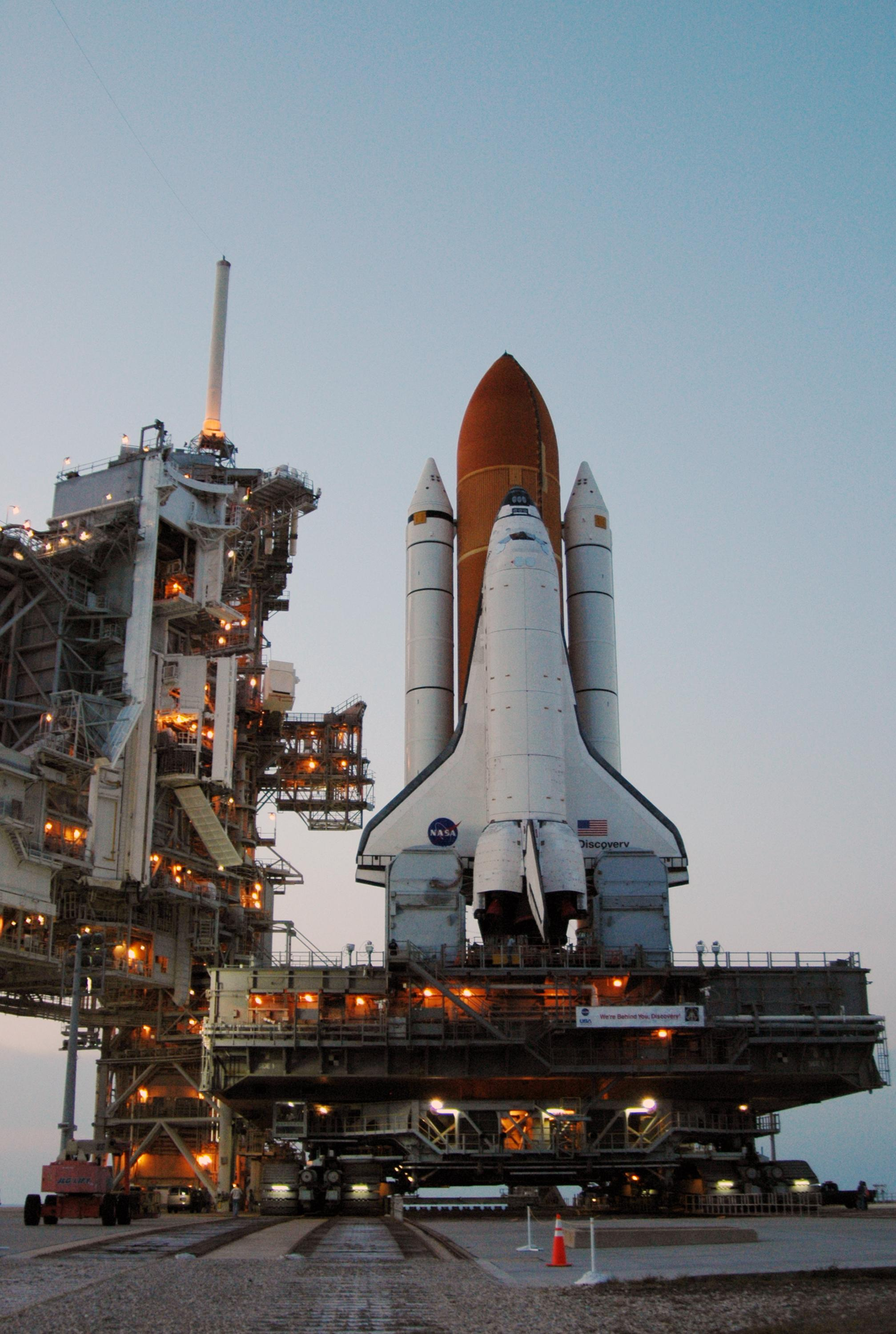
Discovery na platformie LC39B

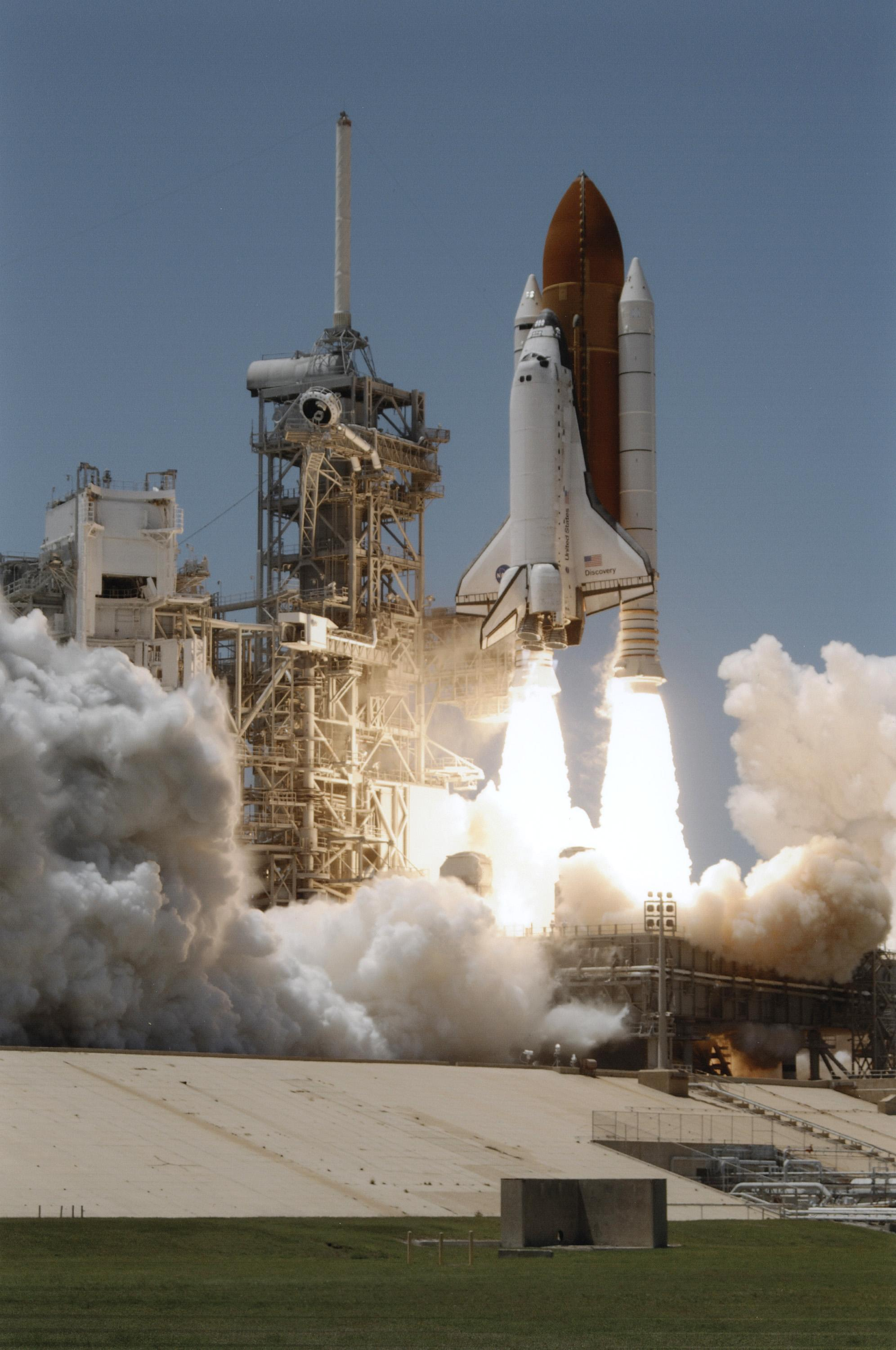
Start Discovery do misji STS-121

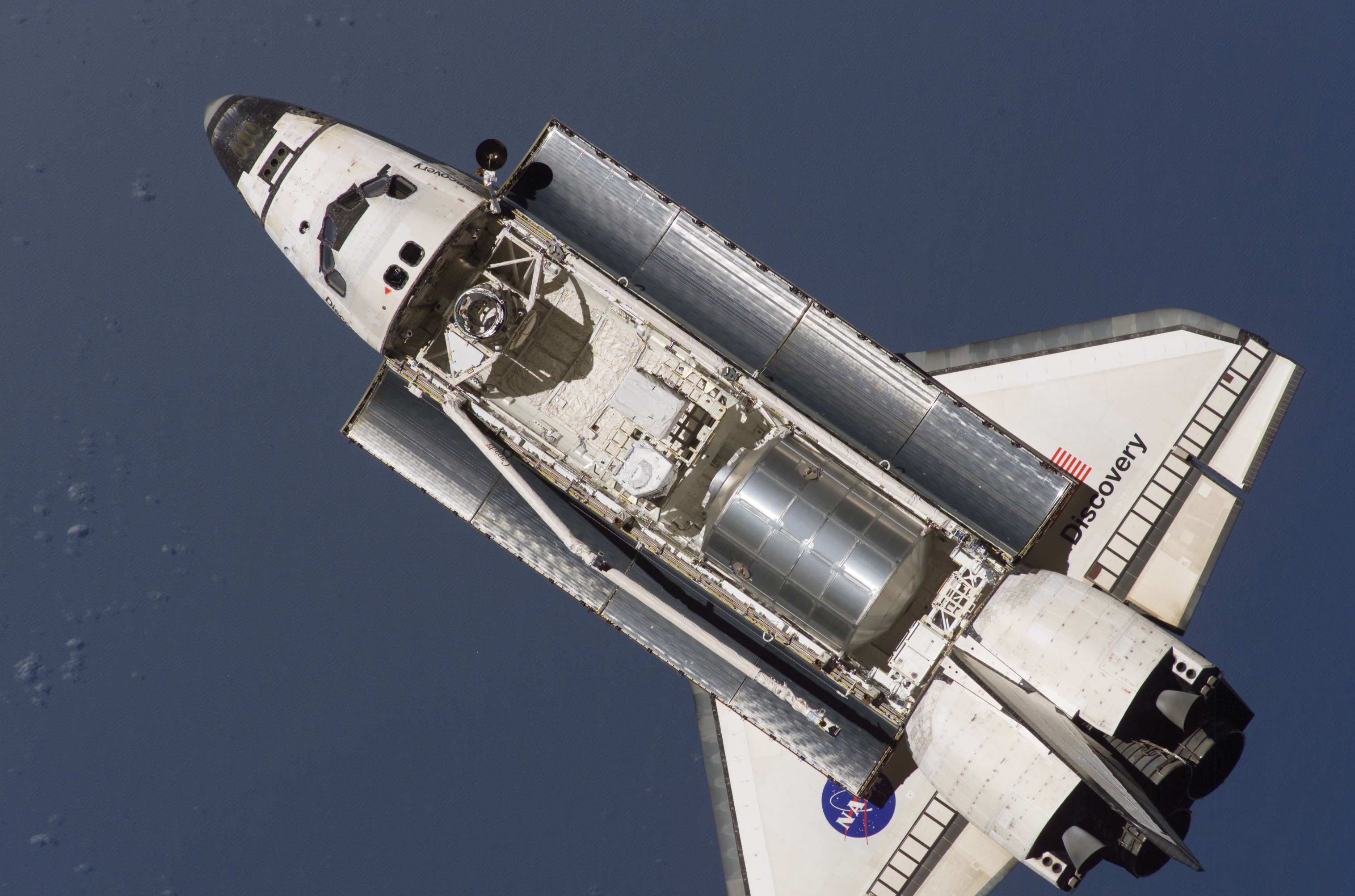
Prom Discovery z otwartym lukiem bagażowym, zbliżający się do ISS, podczas misji STS-121 (6 lipca 2007), przed dokowaniem, w którym w ładowni znajduje się 6,5-metrowy włoski kontener logistyczny Leonardo

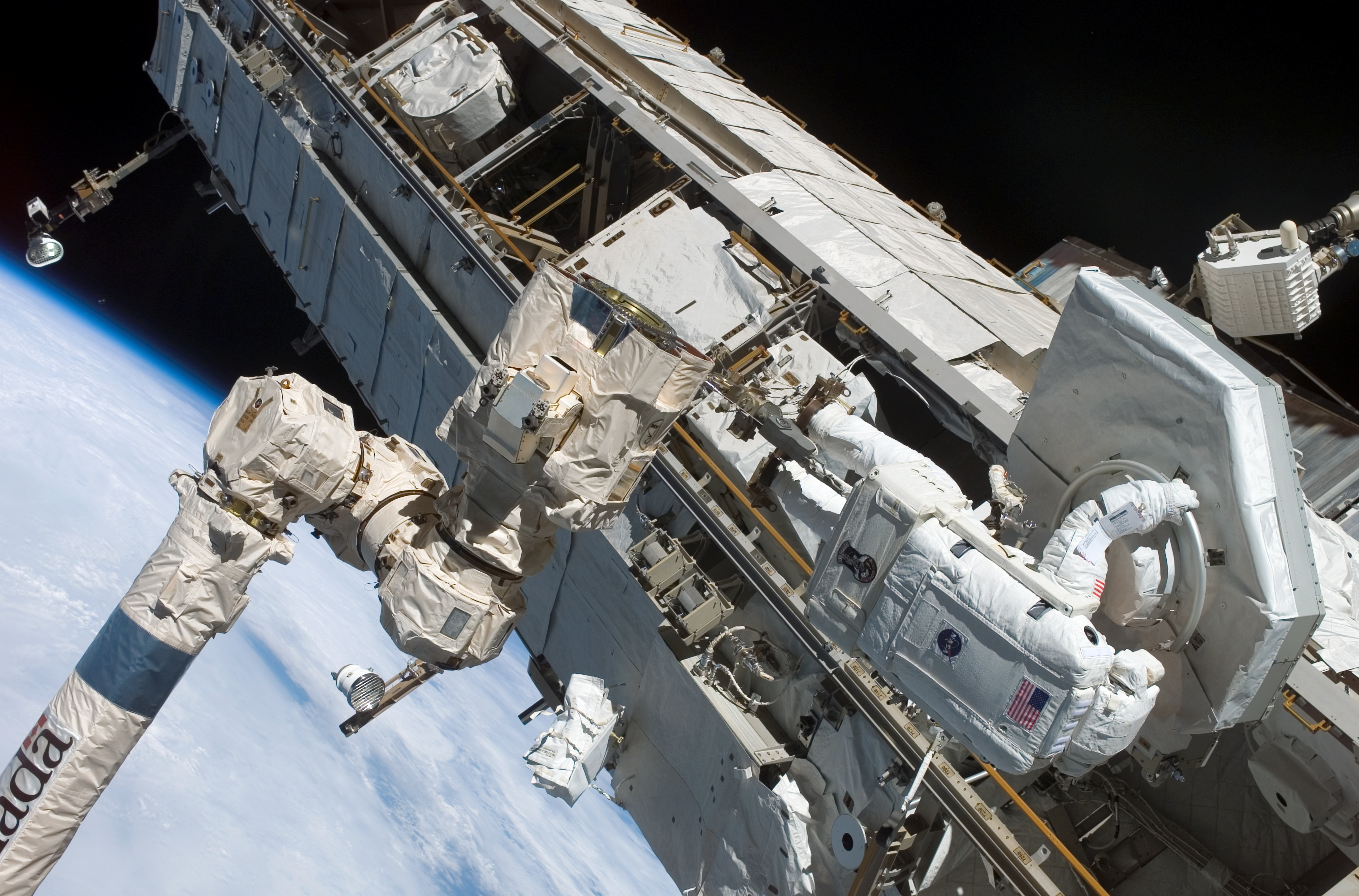
Michael Fossum podczas EVA-2

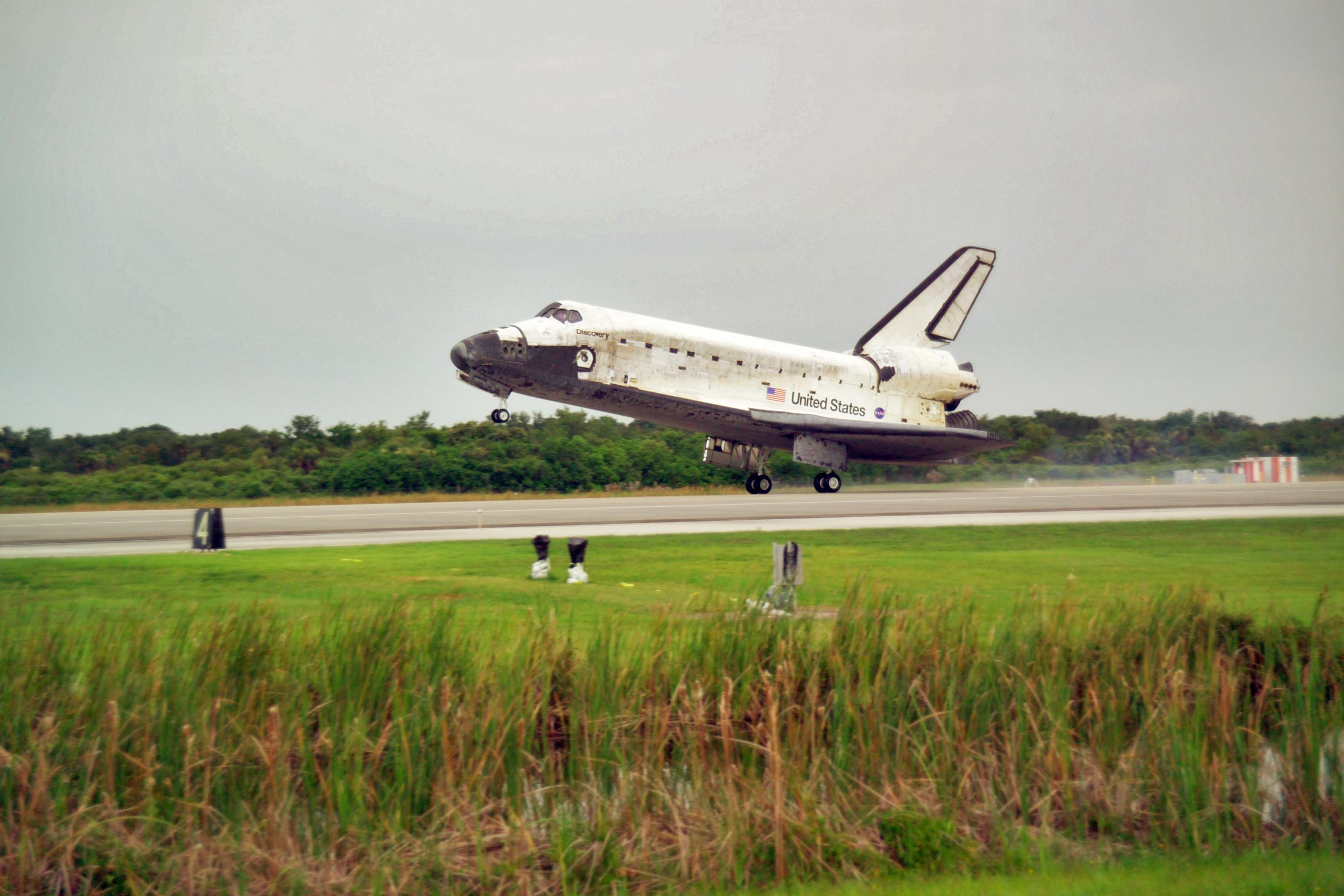
Lądowanie Discovery w Kennedy Space Center

- 19 maja 2006 prom został umieszczony na platformie startowej LC39B. Okno startowe dla misji trwa około 10 minut każdego dnia od 1 do 19 lipca.
- 28 czerwca rozpoczęto końcowe odliczanie (T-43). Start planowany jest 1 lipca o godzinie 19:48:41 UTC. W przypadku złej pogody (lub innych nieprzewidywanych okoliczności), start zostanie opóźniony o 24 godziny.
- 1 lipca o godzinie 12:53 UTC wstrzymano zgodnie z planem odliczanie przy stanie T-03:00:00. Odliczanie zostanie wznowione o godzinie 15:53. W tym czasie astronauci przygotowują się do wejścia na pokład. Pozostałe przygotowania do startu również przebiegały zgodnie z planem.
- 1 lipca o godzinie 19:42 UTC podjęto decyzję o przełożeniu startu o 24 godziny. 2 lipca okno startowe trwa od 19:21 do 19:31.
- 2 lipca o godzinie 17:15 UTC, niedługo po wejściu załogi na pokład promu, podjęto decyzję o odłożeniu startu do 4 lipca, powodem ponownie była niesprzyjająca pogoda. Planowany start ma nastąpić w trakcie okna startowego, które będzie trwało od 18:37 do 18:42.
- 4 lipca start nastąpił zgodnie z planem o godzinie 18:37:55 UTC.
- Około 2 minuty 50 sekund, oraz 4 minuty 45 sekund po starcie z zewnętrznego zbiornika odpadają kawałki izolacji. Wstępna analiza zapisów wideo nie rozstrzyga, czy elementy te uderzyły w prom, wiadomo jednak, że kawałki izolacji oddzielające się od zbiornika po 135 sekundzie lotu nie są w stanie osiągnąć prędkości, przy której mogłyby spowodować uszkodzenia wahadłowca.
- 6 lipca Discovery przycumował do ISS o 14:52 UTC. Półtorej godziny później załoga weszła na pokład stacji.
- 7 lipca przy pomocy ramienia stacji Canadarm2 astronauci przyłączyli moduł ładunkowy Leonardo do ISS (węzeł na module Unity).
- 8 lipca o 13:17 UTC rozpoczęła się EVA-1 z udziałem astronautów Fossuma i Sellersa. Obaj przebywali poza stacją przez 7,5 godziny wykonując w tym czasie m.in. testy symulowanej naprawy trudno dostępnych miejsc poszycia termicznego wahadłowca.
- 10 lipca o godz. 12.14 UTC rozpoczęto EVA-2, ponownie z udziałem Fossuma i Sellersa. Tym razem przez 6 godzin i 47 minut obaj wymienili kable sterujące i zasilające wózka MT, służącego do mocowania dźwigu potrzebnego do dalszej rozbudowy stacji. Wózek był unieruchomiony od grudnia 2005. Poza tym w magazynie części zapasowych pozostawili dla astronautów z następnej misji STS-116 pompę ciekłego amoniaku. Zostanie ona zamontowana w systemie chłodzenia stacji.
- 12 lipca o godz. 11.20 UTC Fossum i Sellers po raz trzeci wyszli na zewnątrz Międzynarodowej Stacji Kosmicznej. Podczas EVA-3 trwającej ponad 7 godzin astronauci przećwiczyli techniki naprawiania różnych uszkodzeń powłoki wahadłowca. Próbki, które wykorzystano do tego celu znajdowały się w tylnej części komory ładunkowej promu kosmicznego Discovery.
- 14 lipca moduł ładunkowy Leonardo przy pomocy manipulatora został odłączony od ISS i przeniesiony do ładowni wahadłowca. Moduł m.in. wypełniono zużytym sprzętem.
- 15 lipca o godz. 10.08 UTC Discovery odłączył się od ISS i rozpoczął autonomiczny lot.
- 17 lipca o godz. 13.15 UTC wahadłowiec wylądował na pasie 15 w Centrum Kosmicznym im. Kennedy’ego. Do 13.18 UTC prom był już zabezpieczony, a oprogramowanie pojazdu zostało skonfigurowane do wykonania pakietu programowego Ops 9 Transition. Wyłączenie wszystkich trzech APU nastąpiło o 13.43 UTC – pomimo wcześniejszych awarii, podczas lądowania wszystkie trzy jednostki pracowały w zakresie normalnych parametrów.